# لي هانبو
لي هانبو (بالصينية: 李翰博) (26 يناير 1991 بشنيانغ في الصين - ) هو لاعب كرة قدم صيني في مركز الوسط. لعب مع نادي بكين سينوبو غوان.

## وصلات خارجية
- لي هانبو على موقع قاعدة بيانات كرة القدم.إي يو (الإنجليزية)